# Chennevières (Meuse)
Chennevières is een plaats en voormalige gemeente in het Franse departement Meuse.

## Geschiedenis
Op 1 januari 1973 fuseerde Chennevières met Morlaincourt en Oëy tot de gemeente Chanteraine. De voormalige gemeenten kregen de status van commune associée.
Chennevières · Morlaincourt · Oëy